# Rincón del Pino
Rincón del Pino es una localidad uruguaya del departamento de San José.

## Ubicación
La localidad se encuentra situada en la zona sur del departamento de San José, junto a la cuchilla de Pereira, al este del arroyo Juncal y junto a la ruta 1 a la altura de su km 76.

## Población
La localidad cuenta con una población de 162 habitantes, según el censo del año 2011.
| 159           | 187 | 174 | 162 |
| (Fuente: INE) |     |     |     |